# Colonia Emiliano Zapata Ejido de Tenancingo
Colonia Emiliano Zapata Ejido de Tenancingo är en ort i Mexiko.   Den ligger i kommunen Tenancingo och delstaten Mexiko, i den sydöstra delen av landet, 70 km sydväst om huvudstaden Mexico City. Colonia Emiliano Zapata Ejido de Tenancingo ligger 2 043 meter över havet och antalet invånare är 2 461.
Terrängen runt Colonia Emiliano Zapata Ejido de Tenancingo är huvudsakligen kuperad, men den allra närmaste omgivningen är platt. Runt Colonia Emiliano Zapata Ejido de Tenancingo är det tätbefolkat, med 550 invånare per kvadratkilometer. Närmaste större samhälle är Tenancingo de Degollado, 3,4 km väster om Colonia Emiliano Zapata Ejido de Tenancingo. Omgivningarna runt Colonia Emiliano Zapata Ejido de Tenancingo är en mosaik av jordbruksmark och naturlig växtlighet.